# Rio Parado
Rio Parado är ett vattendrag i Brasilien.   Det ligger i delstaten Mato Grosso, i den centrala delen av landet, 1 000 km nordväst om huvudstaden Brasília.
I omgivningarna runt Rio Parado växer i huvudsak städsegrön lövskog. Runt Rio Parado är det mycket glesbefolkat, med 6 invånare per kvadratkilometer.